# Hemiorchis burmanica
Hemiorchis burmanica är en enhjärtbladig växtart som beskrevs av Wilhelm Sulpiz Kurz. Hemiorchis burmanica ingår i släktet Hemiorchis och familjen Zingiberaceae.
Artens utbredningsområde är Burma. Inga underarter finns listade i Catalogue of Life.